# Habrosaurus
Habrosaurus è un genere estinto di salamandra sirenidae, di cui è il membro più antico in assoluto. Al genere sono ascritte due specie: H. prodilatus vissuto in Alberta e risalente al Campaniano, e H. dilatus vissuto in Nord America alla fine del Maastrichtiano, nella famosa Formazione Hell Creek. È, inoltre, relativamente comune nella Formazione Lance, in Wyoming, e meno comune nella Formazione Hell Creek del Montana. L'Habrosaurus era un animale relativamente grande per gli standard del suo genere, avendo circa le stesse dimensioni di una moderna salamandra alligatore, ma con il corpo di un sirenidae. Il palato di questi animali si presenta estremamente specializzato nella frantumazione, grazie ad una serie di denti smussati disposti in file, il che suggerisce che l'Habrosaurus si cibava comunemente di prede dal guscio duro, come gamberi o lumache acquatiche.